# Raquel Pa'aluhi
Raquel Pa'aluhi Canuto (Havaí 14 de outubro de 1990) é uma atleta americana de jiu-jitsu brasileiro e ex-lutadora de artes marciais mistas.
Canuto recebeu sua faixa-preta em jiu-jitsu brasileiro de seu treinador Robert Drysdale. Raquel é campeã mundial No-Gi da IBJJF nos anos de 2014, 2015, 2016, 2017 (faixa-preta) e 2019 (faixa-preta), além de vice-campeã mundial da IBJJF com kimono entre 2016 e 2018.

## Vida pessoal
Pa'aluhi é descendente de havaianos nativos, portugueses, samoanos, alemães e irlandeses. Em 2016, ela se casou com o faixa-preta e campeão mundial de jiu-jitsu brasileiro Renato Canuto. Juntos, eles administram a academia Checkmat Las Vegas.

## Carreira no grappling profissional
Pa'aluhi foi escalada para enfrentar Gillian Robertson no Submission Underground 23, realizado em 23 de maio de 2021. Ela venceu a luta por finalização. Em seguida, derrotou Amanda Alequin no Fight 2 Win 174, em 18 de junho de 2021. Pa'aluhi então desafiou Amanda Loewen pelo cinturão absoluto do Submission Underground no evento Submission Underground 24, realizado em 27 de junho de 2021, porém foi derrotada na prorrogação pelo sistema EBI.

### 2024
Pa'Aluhi conquistou a medalha de bronze na divisão meio-pesado do Campeonato Europeu da IBJJF em 27 de janeiro de 2024.
Pa'Aluhi enfrentou Karol Rosa no UFC Fight Pass Invitational 6 em 3 de março de 2024. Ela venceu a luta por finalização com um mata-leão.
Pa'Aluhi enfrentou Aislinn O'Connell no UFC Fight Pass Invitational 7 em 15 de maio de 2024. Ela venceu a luta por pontos.
Pa'Aluhi enfrentou Gabrielle McComb no UFC Fight Pass Invitational 8 em 10 de outubro de 2024. Ela venceu a luta por finalização.
Pa'Aluhi então enfrentou Michele Oliveira no UFC Fight Pass Invitational 9 em 5 de dezembro de 2024. Ela venceu a luta por finalização.

## Registro no MMA
| Cartel no MMA   |            |            |
| 13 lutas        | 6 vitórias | 7 derrotas |
| Por nocaute     | 2          | 0          |
| Por finalização | 1          | 4          |
| Por decisão     | 3          | 3          |

| Res.    | Cartel | Oponente          | Método                          | Evento                                 | Data                   | Round | Tempo | Local                                  | Notas                                      |
| ------- | ------ | ----------------- | ------------------------------- | -------------------------------------- | ---------------------- | ----- | ----- | -------------------------------------- | ------------------------------------------ |
| Derrota | 6–7    | Lisa Verzosa      | Decisão (dividida)              | Invicta FC 42: Cummins vs. Zappitella  | 2020 de setembro de 17 | 3     | 5:00  | Kansas City, Kansas, Estados Unidos    |                                            |
| Derrota | 6–6    | Yana Kunitskaya   | Decisão (unânime)               | Invicta FC 25: Kunitskaya vs. Pa'aluhi | 2017 de agosto de 31   | 5     | 5:00  | Lemoore, Califórnia, Estados Unidos    | Disputa do título peso-galo do Invicta FC. |
| Vitória | 6–5    | Pannie Kianzad    | Finalização (mata-leão)         | Invicta FC 21: Anderson vs. Tweet      | 2017 de janeiro de 14  | 1     | 3:40  | Kansas City, Missouri, Estados Unidos  |                                            |
| Derrota | 5–5    | Colleen Schneider | Decisão (dividida)              | Invicta FC 15: Cyborg vs. Ibragimova   | 2016 de janeiro de 16  | 3     | 5:00  | Costa Mesa, Califórnia, Estados Unidos |                                            |
| Vitória | 5–4    | Ediane Gomes      | Decisão (unânime)               | Invicta FC 12: Kankaanpää vs. Souza    | 2015 de abril de 24    | 3     | 5:00  | Kansas City, Missouri, Estados Unidos  |                                            |
| Vitória | 4–4    | Kaitlin Young     | Decisão (unânime)               | Invicta FC 9: Honchak vs. Hashi        | 2014 de novembro de 1  | 3     | 5:00  | Davenport, Iowa, Estados Unidos        |                                            |
| Vitória | 3–4    | Priscilla White   | Nocaute Técnico (socos)         | Destiny MMA Proving Grounds 2          | 2013 de agosto de 24   | 1     | 3:03  | Honolulu, Havaí, Estados Unidos        |                                            |
| Derrota | 2–4    | Raquel Pennington | Finalização (guilhotina)        | Destiny MMA Na Koa 1                   | 2012 de setembro de 8  | 1     | 3:52  | Honolulu, Havaí, Estados Unidos        |                                            |
| Derrota | 2–3    | Amanda Nunes      | Finalização técnica (mata-leão) | Invicta FC 2: Baszler vs. McMann       | 2012 de julho de 28    | 1     | 2:24  | Kansas City, Kansas, Estados Unidos    |                                            |
| Derrota | 2–2    | Sara McMann       | Finalização (americana)         | ProElite: Arlovski vs. Lopez           | 2011 de agosto de 27   | 3     | 2:53  | Honolulu, Havaí, Estados Unidos        |                                            |
| Vitória | 2–1    | Nikohl Johnson    | Nocaute Técnico (socos)         | X-1 Champions 3                        | 2011 de março de 12    | 3     | 2:06  | Honolulu, Havaí, Estados Unidos        |                                            |
| Derrota | 1–1    | Sarah D'Alelio    | Finalização (chave de braço)    | X-1 Heroes                             | 2010 de setembro de 11 | 1     | 2:13  | Honolulu, Havaí, Estados Unidos        |                                            |
| Vitória | 1–0    | Jenny Trujillo    | Decisão (unânime)               | X-1 Nations Collide                    | 2010 de junho de 4     | 3     | 5:00  | Honolulu, Havaí, Estados Unidos        |                                            |